# Leptarrhena pyrolifolia
Leptarrhena pyrolifolia là một loài thực vật có hoa trong họ Saxifragaceae. Loài này được (D. Don) R. Br. ex Ser. miêu tả khoa học đầu tiên năm 1830.